# Kanton Dijon-6
Kanton Dijon-6 (francouzsky Canton de Dijon-6) je francouzský kanton v departementu Côte-d'Or v regionu Burgundsko. Tvoří ho pouze část města Dijon.